# Delta de l'Okavango
Pour les articles homonymes, voir Okavango (homonymie).
Le delta de l'Okavango, ou parfois marais de l'Okavango, est le second plus grand delta intérieur du monde (18 000 km2) après le delta intérieur du Niger (40 000 km2 au maximum de son étendue au Mali). Cette région située dans le nord du Botswana faisait jadis partie du lac Makgadikgadi, disparu il y a environ 10 000 ans. Aujourd'hui l'Okavango n'a pas d'embouchure maritime. Il forme un système endoréique dans lequel, chaque année, environ 11 km3 d'eau provenant des reliefs de l'Angola se déversent dans le désert du Kalahari, où elles irriguent 15 000 km2.

## Géographie et description

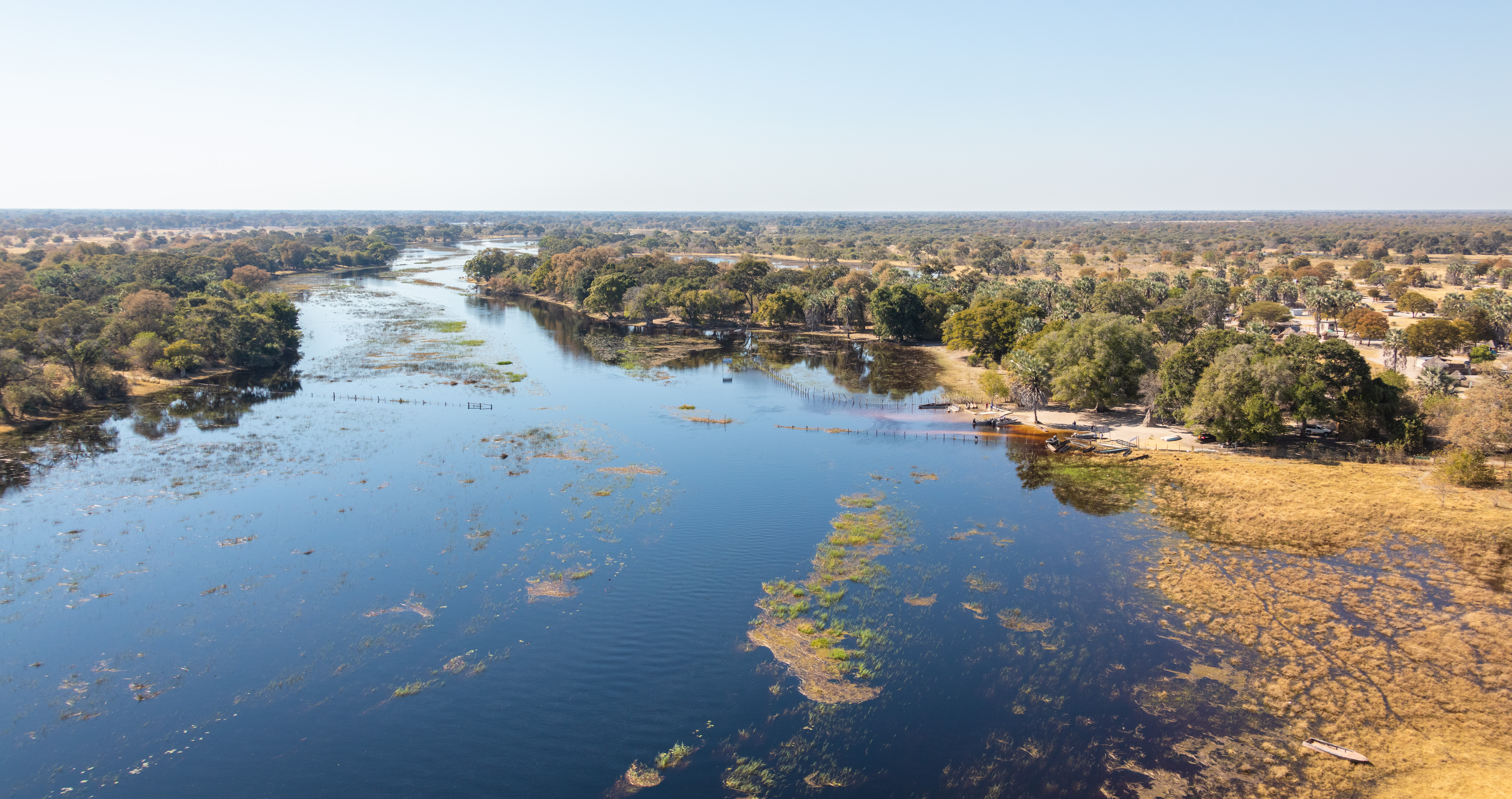
Vue d'oiseau.

Le bassin de l'Okavango draine le sud-est de l'Angola. Au Botswana, la rivière s'écoule vers le sud-est et se disperse dans un « delta », qui est en réalité un cône alluvial. Celui-ci forme un haut plateau d'environ 1 000 m d'altitude traversé par différentes failles normales (perpendiculaires au rift est-africain). Le delta correspond au graben de l'Okavango, dans lequel se sont accumulés jusqu'à 600 m de sédiments apportés par la rivière avant de buter sur une faille que souligne la rivière Thamalakane (en).
Il y a 2,5 millions d'années, la zone était occupée par le grand lac Makgadikgadi qui collectait les eaux de l'Okavango, du Cuito mais aussi du Zambèze. Avec l'assèchement, le lac s'est divisé en deux : la partie nord-ouest correspond à l'actuel delta, l’autre partie est le système de lacs asséchés (pan) de Makgadikgadi. Les deux systèmes restent reliés par un cours d'eau, le Boteti. En régressant au cours des derniers 500 000 ans, le lac de l'Okavango a libéré le Zambèze qui s'est trouvé un exutoire maritime. Au nord-est du delta, le Magweggana ou Selinda spillway, alimenté au plus fort de la crue, relie toujours l'Okavango au Kwando et donc au Zambèze.
Plusieurs millions d'îles se sont formées autour des termitières ou des bouquets de végétaux qui retiennent les alluvions. Vingt-quatre espèces d'échassiers nichent dans les îles. Certaines colonies sont simplement établies sur des gomoti, un figuier aquatique  sous lequel s'abritent crocodiles et hippopotames. Chaque année, environ 11 km3 d'eau se déversent dans le delta ; plus au sud, une fraction de ce volume crée le lac Ngami.
L'eau du delta est très pure, l'agriculture comme l'industrie étant très peu implantées sur les rives de l'Okavango. Mais cette eau, passant par les aquifères de sable des nombreuses îles, s'évapore en laissant d'énormes quantités de sel. La saturation en sel est si élevée que la végétation est inexistante au centre des îles, où se forment des « croûtes » de sel.
Les eaux inondent la région de manière cyclique, au milieu de l'été austral et six mois plus tard dans le sud (mai-juin). L'eau est vite évaporée en raison des températures élevées, créant des cycles de hauteur d'eau dans le sud de la région. Les îles peuvent disparaître sous les eaux pendant les périodes d'inondation pour réapparaître ensuite.

## Démographie
La population du delta comprend cinq groupes ethniques, chacun avec sa culture et sa langue : Hambukushu (ou Mbukushu, Bukushu, Mbukuschu, Ghuva, Haghuva), Dceriku (ou Dxeriku, Diriku, Gceriku, Giriku, Niriku), Wayeyi (ou Bayei, Bayeyi, Yeyi), Bugakhwe (ou Kxoe, Khwe, Kwengo, Barakwena, G/anda), et ||anikhwe (ou Gxanekwe, //tanekwe, Bochimans des rivières, Bochimans des marais, G//ani, //ani, Xanekwe).
Les Hambukushu, Dceririku et Wayeyi sont tous des Bantous qui sont traditionnellement agriculteurs de millet et de sorgho, pêcheurs, chasseurs et font de la cueillette. Ils sont nomades.
Les Bugakhwe et ||anikwe sont des San pêcheurs, chasseurs et cueilleurs. Les Bugakhwe utilisaient les ressources de la forêt ainsi que du fleuve tandis que les ||anikwe se concentraient sur le fleuve. Les Hambukushu, Dceriku et Bugakhwe sont présents sur l'Okavango en Angola et dans la bande de Caprivi ; il y a aussi quelques Hambukushu et Bugakhwe en Zambie. Dans le delta lui-même on trouve, depuis 150 ans, des Hambukushu, Dceriku et Bugakhwe dans la bande de Caprivi ainsi que la région de Magwegqana au nord-ouest. Les ||anikwa se trouvent dans la bande de Caprivi et au long des fleuves Boro et Boteti. Les Wayeyi se trouvent autour de Seronga et dans le sud du delta près de Maun ; peu vivent dans les terres qu'ils disent ancestrales, dans la bande de Caprivi.
Depuis deux décennies Maun attire de nombreuses personnes venant de tout le delta. Vers la fin des années 1960 et au début des années 1970 plus de 4 000 réfugiés Hambukushu d'Angola furent installés dans les environs d'Etsha dans l'ouest de la bande de Caprivi.
Quelques membres des ethnies Ovaherero et Ovambanderu habitent le delta, mais étant donné que la majorité des membres de ces ethnies vivent ailleurs et que leur présence dans le delta est récente, ils ne sont pas considérés peuples du delta.
Il existe aussi plusieurs petits groupes de Bochimans, chacun d'une poignée d'individus. Ils furent en grande partie décimés par les maladies des Européens au milieu du XXe siècle.
Le delta est sous le contrôle politique de l'ethnie Batawana (une sous-tribu des Tswanas) depuis plusieurs siècles. Toutefois, la majorité des Batawana vivent autour du delta.

## Faune et flore

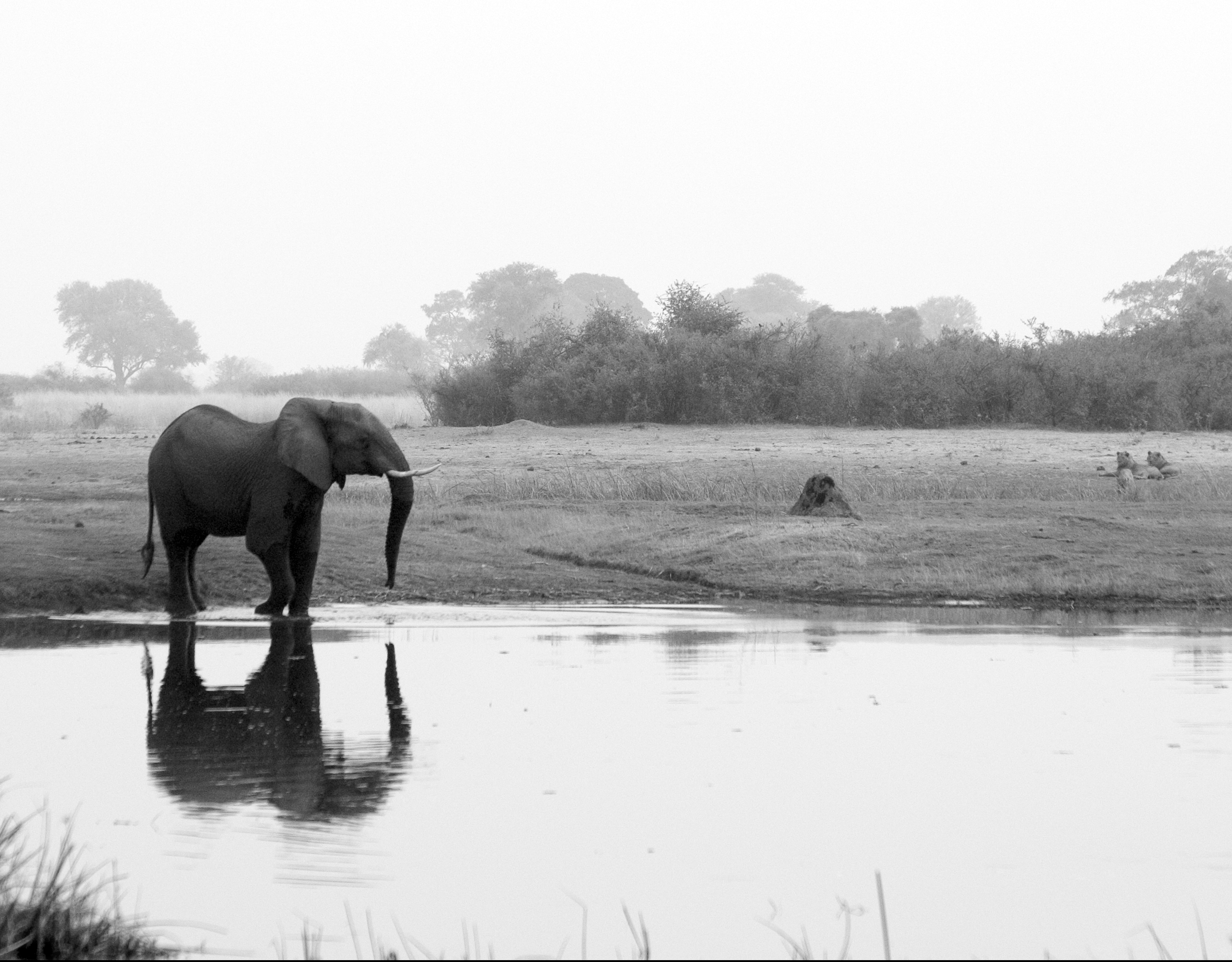
Un éléphant et des lions au delta.

Le delta abrite une grande variété d'animaux qui attirent des milliers de touristes chaque année, venus faire des safaris dans les camps et auberges de la région.
C'est l'habitat saisonnier de nombreuses espèces, dont l'éléphant africain, le buffle d'Afrique, le lechwe, le topi, le gnou noir, l'hippopotame, le crocodile du Nil, le lion, le guépard, le léopard, la hyène, le lycaon, le grand koudou, l'hippotrague noir, les rhinocéros noir et blanc, le varan du Nil, le phacochère, le cynocéphale de Chacma et l'impala. Dans le désert du Kalahari, les lions et lionnes vivent en groupe lâche et épars car leurs proies sont petites, rares et vagabondes. En revanche, au bord du delta, les grands félins sont très rapprochés et hiérarchisés. Au bord de l'eau, ils doivent s'unir pour chasser les grands ruminants.

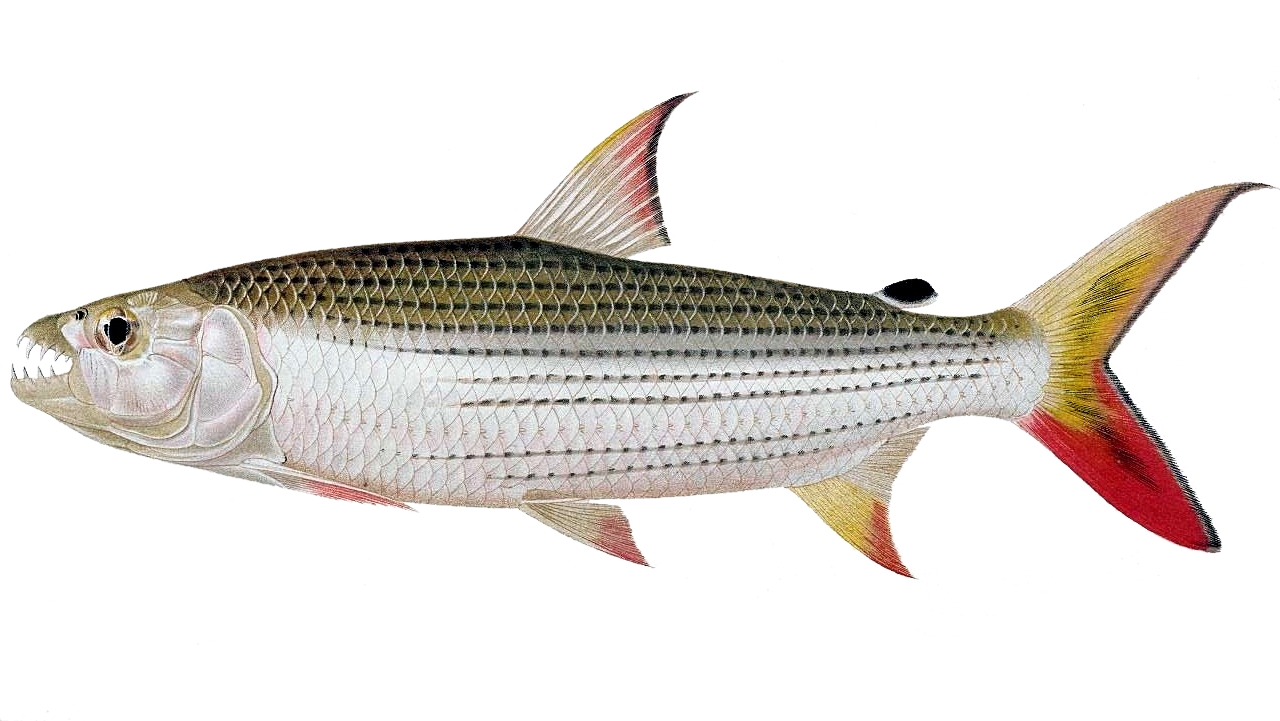
Hydrocynus vittatus. Il attaque le plus souvent en bandes et peut sauter hors de l'eau pour attraper des oiseaux.

Le delta abrite aussi plus de 400 espèces d'oiseaux, dont l'aigle pêcheur africain, la grue royale et l'ibis sacré. Échassiers et rapaces règnent sur le peuple des eaux, tandis que les buphages, dits aussi pique-bœufs, s'arrogent pour aéroport l'échine des grands mammifères. Ainsi, un hippotrague noir (grande antilope dont les cornes peuvent dépasser 1,5 mètre) permet à ses hôtes de se goberger des parasites incrustés dans son pelage. 
Les oiseaux sont les princes du delta, car la voie des airs est le plus court chemin dans ce labyrinthe.
L'ichtyofaune est extrêmement abondante. Comme dans la plus grande partie des cours d'eau d'Afrique subsaharienne, il faut citer la présence de poissons tigres de l'espèce Hydrocynus vittatus (en), carnivores plus grands et plus dangereux que les pirañas sud-américains (ils peuvent atteindre plus de 1,5 mètre et 65 kilos).
Le gouvernement namibien projette de construire un barrage dans la bande de Caprivi pour réguler le débit d'eau, en vue de favoriser l'irrigation agricole. Certains groupes s'y opposent au motif que cela modifierait fortement le comportement hydrique du fleuve et son influence sur le biotope, et mettrait en danger les riches faune et flore du delta.[réf. nécessaire]
Le delta est menacé par les effets du réchauffement climatique. Plusieurs scénarios prévoient des diminutions dans le débit du fleuve Okavango ainsi qu'une baisse dans les précipitations annuelles, une augmentation des températures et une réduction des plaines inondables dans le delta de l'Okavango. Un projet de production pétrolière et gazière dans le désert du Kalahari pourrait également menacer le bassin versant du delta.
Le delta est également menacé par un phénomène géologique naturel de capture de l'eau par la rivière Linyanti (Kwando), qui est proche de le rejoindre : dans ce cas, les écoulements qui forment le delta seraient redirigés vers la rivière.

## Protection
Le delta de l'Okavango est inscrit au patrimoine mondial de l'Unesco depuis 2014.

## Culture

### Filmographie
- Animaux & Cie : film d'animation
- Au cœur d'Okavango : série télévisée

### Littérature
Le delta de l'Okavango est le cadre du roman L'Ile des Rois de Soline Lippe de Thoisy, édité par les éditions Ex Æquo (2014). L'autrice a également publié un récit de voyage Okavango, au coeur de la plus grande oasis sauvage aux éditions Magellan & cie (2024).  

### Sources et bibliographie
- (en) Cet article est partiellement ou en totalité issu de l’article de Wikipédia en anglais intitulé « Okavango Delta » (voir la liste des auteurs).
- (fr) Marc Jolivet (Géosciences), Le bassin de l’Okavango (Botswana) : comment le climat et la tectonique ont bouleversé les paysages d’Afrique, YouTube.
- (en) John Bock, « Learning, Life History and Productivity: Children's Lives in the Okavango Delta of Botswana », dans Human Nature, 13 (2), 161-198, 2002. Lire en ligne
- (en) John Bock, The Okavango Delta Peoples of Botswana